# Тайченачев, Алексей Владимирович
Алексей Владимирович Тайченачев (род. 31 января 1964 года) — российский физик, специалист в области лазерной спектроскопии сверхвысокого разрешения, член-корреспондент РАН (2016).

## Биография
Родился 31 января 1964 года в г. Междуреченске Кемеровской области РСФСР. Окончил среднюю школу имени А. С. Пушкина в г. Каратау Джамбульской области Казахской ССР (1981), в том же году поступил на физический факультет Томского госуниверситета (ТГУ); успешно окончил вуз, защитил диплом по теме «Мультипольное разложение оператора радиационной релаксации атома» с квалификацией — физик (1986). После этого работал на кафедре теоретической физики ТГУ до 1988 года и затем в г. Владивостоке в Морском госуниверситете на кафедре физики и химии (ныне — Морской государственный университет). В 1992 году переехал в г. Новосибирск где стал работать в Новосибирском государственном университете (НГУ) в научно-исследовательской части.
В 1992 году — защитил кандидатскую диссертацию, тема: «Светоиндуцированные электродинамические и кинетические эффекты в атомарных газах с вырожденным основным состоянием при взаимодействии с резонансным поляризованным излучением».
В 2001 году — защитил докторскую диссертацию, тема: «Кинетика атомов с вырожденным основным состоянием в резонансных поляризованных полях».
С 2013 года работает в ИЛФ СО РАН заместителем директора по науке. Профессор и заместитель заведующего кафедрой квантовой электроники НГУ.
С июня 2016 года — директор Института лазерной физики СО РАН.
В октябре 2016 года — избран членом-корреспондентом РАН.
В 2021 году в отношении Тайченачева были возбуждены два уголовных дела, одно из них было прекращено в 2022 году в связи с отсутствием состава преступления.

## Научная деятельность
Специалист в области лазерной спектроскопии сверхвысокого разрешения, лазерного охлаждения атомов, стандартов частоты, квантовой и нелинейной оптики резонансных сред.
Основные научные результаты:
- в области лазерной спектроскопии сверхвысокого разрешения и нелинейной оптики в аналитической форме решил задачу о резонансном взаимодействии эллиптически поляризованного лазерного поля с произвольным оптическим переходом. Построил теорию эффекта когерентного пленения населенностей (КПН) в вырожденных атомных системах;
- в области лазерного охлаждения атомов предложил и исследовал новые методы сверхглубокого лазерного охлаждения (менее 10-6 К) в оптических решетках;
- в области стандартов частоты микроволнового диапазона были нашёл новые способы возбуждения высококонтрастных сверхузких резонансов для миниатюрных атомных часов и магнитометров, основанных на КПН;
- разработал принципиально новые методы прецизионной спектроскопии ультрахолодных атомов и ионов (магнито-индуцированная спектроскопия, гипер-рамсеевская спектроскопия, спектроскопия синтетической частоты и др.), которые открыли пути к практической реализации оптических стандартов частоты с рекордными метрологическими характеристиками по точности (вплоть до 10−19 — 10−20).

Профессор и заместитель заведующего кафедрой квантовой электроники НГУ.